# Ань (река)
Ань — река в России, протекает в Койгородском районе Республики Коми. Устье реки находится в 85 км по левому берегу реки Лэпью. Длина реки составляет 19 км.
Исток реки в таёжном массиве среди холмов Северных Увалов в 33 км к юго-западу от села Койгородок. Исток находится на возвышенности, где сходятся водоразделы Волги, Юга и Вычегды, рядом берут начало река Кыз, приток Кобры и река Тыл, приток Воктыма. Река Ань течёт на северо-запад, всё течение проходит по ненаселённому холмистому таёжному массиву. Впадает в Лэпью на границе с Прилузским районом. Ширина реки не превышает 10 м.

## Данные водного реестра
По данным государственного водного реестра России и геоинформационной системы водохозяйственного районирования территории РФ, подготовленной Федеральным агентством водных ресурсов:
- Бассейновый округ — Двинско-Печорский
- Речной бассейн — Северная Двина
- Речной подбассейн — Малая Северная Двина
- Водохозяйственный участок — Юг
- Код водного объекта — 03020100212103000012235